# AB Nafta Syndikat
AB Nafta Syndikat, Naftasyndikatet, var ett  svenskt bränslehandelsföretag verksamt 1928 till 1937 med flera hundra bensinmackar i Sverige. Nafta Syndikat hade svensk ledning, knuten till Sveriges kommunistiska parti och med kopplingar till den Sovjetiska handelsdelegationen i Stockholm.

## Historik
AB Nafta Syndikat bildades som importföretag för rysk olja den 22 oktober 1928 av de sex personerna Einar Kruse, Johan Algot Degerstedt, Gideon Ströman, Gustaf Dahlbom, Emil Henriques och Moize Teitelbaum från sovjetryska bolaget Sojusneftexport. Till direktör utsågs Einar Kruse. Oljedistributionen i Sverige och i andra länder var vid denna tid vertikalt organiserad, med stora, huvudsakligen amerikanska, företag som omfattade hela kedjan från utvinning till detaljförsäljning i bland annat bensinstationer. Naftasyndikatet levererade råolja och raffinerade produkter till svenska oberoende oljeföretag, men hade också från omkring 1931 en egenägd bensinstationskedja med försäljning under varumärket Nafta. Wolmar Sjögren var disponent vid AB Nafta Syndikat i Stockholm 1931–38.
Kooperativa Förbundet uppförde depåer för oljeimport, som det hyrde ut till AB Nafta Syndikat vid Loudden i Stockholm och i Helsingborg 1930 samt senare också i Gävle 1934 och Göteborg 1935. Naftasyndikatet spelade under sent 1920-tal en viktig roll i försök från olika parter att bryta Standard Oils och andra stora oljeföretags kartell i Sverige. Det levererade bland annat råolja till det 1928 påbörjade, av A. Johnson & Co ägda, Nynäs Petroleum-raffinaderiet i Nynäshamn och från 1929 bensin till det konsumentkooperativa Bilägarnas Inköpscentral som bildats 1932. Kampen mot kartellföretagen var tidvis hård, och Naftasyndikatet bekämpades med beskrivning av dess bränsle som "bolsjevikbensin".
AB Nafta Syndikat köptes av amerikanska Gulf Oil Corporation 1937 som därmed påbörjade sin bensinförsäljning i Sverige.